# آناتولی کافکایف
آناتولی کافکایف (انگلیسی: Anatoly Kavkayev; ۱ ژوئیهٔ ۱۹۴۹ – ۳۱ اوت ۲۰۲۱) کشتی‌گیر فرنگی اهل اتحاد جماهیر شوروی بود.
وی در مسابقات کشوری و بین‌المللی در مجموع برندهٔ ۱ مدال طلا، ۳ مدال نقره شده‌است.